# Mezquita Aljama de Algeciras
Los restos de la Mezquita aljama de Algeciras se encuentran situados en la Villa Vieja, al sur de la ciudad, en los terrenos del Hotel Reina Cristina.
Aunque existen controversias sobre si se trata de la mezquita mayor de Al-Yazirat Al-Hadra o de otro tipo de construcción posterior muchas fuentes apuntan que se trata del edificio construido a finales del siglo VIII sobre los restos de una iglesia bizantina o quizás un templo pagano de la ciudad de Iulia Traducta.
Según las fuentes medievales fue mandada construir por Abderramán I siendo su arquitecto Abd-Allah Ben Jalid, debía poseer cinco naves y una galería cubierta en su cara norte, el alminar, probablemente exento, que no ha llegado a nuestros días aunque es probable que se tratara de una construcción de no demasiada altura según los cánones de la época. El eje mayor del edificio no corresponde exactamente con la orientación este-oeste preceptiva para el islam como ocurre en edificios similares de la época, más aún pensando que se asienta sobre un edificio preexistente.
En la historia del edificio destaca el asalto de los vikingos de 859, en este los invasores penetraron en la ciudad con la intención de capturar botín obligando a los yaziríes a escapar a las colinas próximas a la ciudad. Entre los estragos que los asaltantes cometieron destaca el incendio de la mezquita; ante la visión del edificio principal de la ciudad ardiendo, los algecireños montaron en ira y expulsaron a los invasores de la villa. En la refriega capturaron dos de los drakkars con cuyas maderas construyeron las puertas y las vigas de la nueva mezquita.
Tras la conquista de la ciudad por Alfonso XI en 1344, la mezquita se consagró a Santa María de la Palma, patrona de la ciudad como nueva catedral. Sin embargo, en 1369 el edificio volvió al culto islámico tras la conquista de la ciudad por parte de Muhammad V de Granada para ser luego destruido en 1379.
Durante el siglo XVIII los restos del edificio fueron reutilizados como almacén de pólvora. Hoy día es posible visitar los restos de tres de sus muros y el pozo de bóveda del patio de abluciones integrados en los jardines del Hotel Reina Cristina.